# Eleição municipal de Santana (Amapá) em 2012
A eleição municipal de Santana em 2012, localizada no Amapá, assim como nas demais cidades brasileiras, ocorreu em 7 de outubro de 2012 e elegeu o prefeito e vice-prefeito da cidade e treze membros da Câmara de Vereadores. O ex-prefeito é Antonio Nogueira, seu mandato encerrou-se em 31 de dezembro de 2012. O prefeito eleito em 2012 foi Robson Rocha com 41,78% dos votos. Por ter apenas 66.311 eleitores não teve segundo turno.
O Tribunal Regional Eleitoral publicou os nomes dos vereadores eleitos, no qual a maioria foi reeleita, e são eles: Zé Roberto (PT), Richard Madureira (PT), Jailson Matos (DEM), Dr.º Fábio (PMDB), Ronilson Barriga (DEM), Josivaldo “Rato” (PSDB), Anderson Almeida (PR), Adelson Rocha (PSD), Socorro Balieiro (PR), Vicente Marques (PTN), Ivo Giusti (PSB), Claudomiro “Coló” (PPS) e Robson Coutinho (PSD).

## Candidatos
| Nº | Candidato        | Partido | Vice-candidato      | Coligação |
| -- | ---------------- | ------- | ------------------- | --- |
| 14 | Robson Rocha     | PTB     | Roselina Matos      | De Mãos Dadas por Santana Partido Trabalhista Brasileiro (PTB) Democratas (DEM) |
| 13 | Marcivânia Flexa | PT      | Mauricio            | Santana com Novo Gás Partido dos Trabalhadores (PT) Partido da Social Democracia Brasileira (PSDB) Partido Trabalhista Cristão (PTC) Partido Socialista Brasileiro (PSB) Partido Comunista do Brasil (PC do B) Partido da Mobilização Nacional (PMN)                                    |
| 70 | Mario Brandão    | PT do B | Tenente Marizete    | Respeito por nossa Gente Partido Trabalhista do Brasil (PT do B) Partido Democrático Trabalhista (PDT) Partido do Movimento Democrático Brasileiro (PMDB) Partido Pátria Livre (PPL) Partido Social Democrático (PSD)                                                                   |
| 27 | Charles Marques  | PSDC    | Cabral Tork         | Alternativa do Povo Partido Social Democrata Cristão (PSDC) Partido Social Cristão (PSC) Partido Trabalhista Nacional (PTN) Partido Popular Socialista (PPS) Partido Humanista da Solidariedade (PHS) Partido Verde (PV) Partido Republicano Brasileiro (PRB) Partido da República (PR) |
| 44 | Joel Ciliao      | PRP     | Orlando Vasconcelos | Partido não coligado |

## Resultado
Resultado das eleições para prefeito de Santana com 100% das urnas apuradas.
| Partido | Partido | Candidato       | Votos  | Votos (%) |
| ------- | ------- | --------------- | ------ | --------- |
|         | PTB     | Robson Rocha    | 22 977 | 41,78%    |
|         | PT      | Marcivânia      | 21 589 | 39,26%    |
|         | PTdoB   | Mario Brandão   | 5 252  | 9,55%     |
|         | PSDC    | Charles Marques | 4 616  | 8,39%     |
|         | PRP     | Joel Ciliao     | 559    | 1,02%     |
| Totais  | Totais  | Totais          | 54 993 |           |
| Fonte:  |         |                 |        |           |